# Planet Zoo
Planet Zoo — видеоигра в жанре симулятора строительства и управления, разработанная и выпущенная студией Frontier Developments для операционной системы Microsoft Windows. Создатели позиционировали свою игру, как духовного преемника таких игр Zoo Tycoon и Zoo Tycoon 2, а также симулятора парка развлечений Planet Coaster. Выход игры состоялся 5 ноября 2019 года.
Как и при оценке Planet Coaster, критики хвалили Planet Zoo за продвинутые инструменты создания, достоверное изображение животных, а также акцентирование на воссоздании сохранении дикой среды обитания. Тем не менее игру ругали за сложность управления и строительной механики, с которыми некоторые игроки были не в состоянии справиться. Planet Zoo поддерживается регулярными обновлениями и дополнительными материалами. После выхода, игру ждал коммерческий успех, за шесть месяцев она была куплена более миллиона раз.

## Игровой процесс
Основная задача в игре сводится к тому, чтобы построить зоопарк, населённый 75 видами животных. Расширенное издание и DLC добавляют ещё 96 видов. Жители зоопарка, управляемые искусственным интеллектом, имитируют поведение реальных животных. Например волки имитируют стадный инстинкт, а животные с африканских саванн (например слоны, жирафы, зебры, антилопы гну и буйволы) могут жить смешанно в одной среде. Каждый вид имеет свои потребности, которые игрок должен удовлетворять, создавая подходящую среду обитания и обеспечивая животных подходящими для них активностями и развлечениями. Хищники могут охотиться на других животных, но не будут нападать на посетителей зоопарка в отличие от Zoo Tycoon. Животные ограничены продолжительностью жизни в зависимости от вида и могут размножаться. Скорость размножения зависит от вида. Игрок должен избегать практики инбридинга, так как это пагубно скажется на генетическом разнообразии вида внутри зоопарка и повлияет на здоровье и плодовитость потомства.
Помимо обеспечения животных благоприятной средой обитания, игрок должен содержать и развивать сам зоопарк, как коммерческое учреждение. Это касается найма рабочего персонала, строительства инфраструктуры для посетителей, проведения исследований по сохранению вымирающих видов. Как и Planet Coaster, Planet Zoo предлагает продвинутый редактор строительства и более тысячи строительных элементов, таких, как скамейки, освещение, цветы, деревья, более мелкие предметы — деревянные доски, камни, черепицы и так далее. Совмещая отдельные предметы, игрок может воссоздавать здания, ландшафты, природные сооружения — водопады, пещеры. Игрок может делиться чертежами созданных конструкций в «мастерской Steam». Для того, чтобы облегчить и разнообразить передвижение посетителей по зоопарку, в нём можно организовать поездку Сафари, передвижение на лодках, поездах, монорельсовой дороге. По территории зоопарка можно также строить подъёмники, облегчая транспортировку посетителей по труднодоступным местам и обеспечивая дополнительное обозрение животных. В игру встроен дневной цикл и погодные условия.
Игра предлагает четыре режима: «песочница», карьера, сложный режим и «франшиза». Режим «франшизы» позволяет игроку строить несколько зоопарков в рамках единого экономического плана. Животных можно покупать и продавать другим игрокам через специальную торговую площадку. Игроки в онлайн-режиме могут выполнять совместные задачи, направленные на сохранение вымирающих видов (например выпуск в дикую природу определённых животных). За это игрок может получить особые кредиты, которые можно обменять на новых животных. В игре представлен ряд находящихся под угрозой исчезновения видов — калимантанский орангутан, китайский панголин, гангский гавиал, гималайский бурый медведь, поперечно-полосатый древолаз, антильская игуана, рыжий вари, сенегальский лев, западный шимпанзе, западная равнинная горилла, лемур вари, аксолотль, и дальневосточный леопард. Разведение этих животных в зоопарке, их выпуск в дикую природу, создание информационных знаков и образовательных бесед выступает важной целью в развитие зоопарка.

## Разработка и выход
Разработкой игры занималась студия Frontier Developments. Раннее у команды разработчиков имелся большой опыт в создании анимации животных и нечеловеческих существ, они создали игры о животных Dog's Life, Kinectimals, Zoo Tycoon 3 и Jurassic World Evolution. Пирсо Джексон — один из разработчиков, заметил, что работа над анимацией животных — это совершенно другое, нежели анимация людей и без имеющегося опыта, они бы не смогли создать Planet Zoo. В рамках разработки создатели провели множество исследований по теме животных, собрали сотни часов видеозаписей жизни животных, сами наблюдали за животными в зоопарках и изучали документальные фильмы о дикой природе. Также разработчики сотрудничали с зоологами из Кембриджского университета.

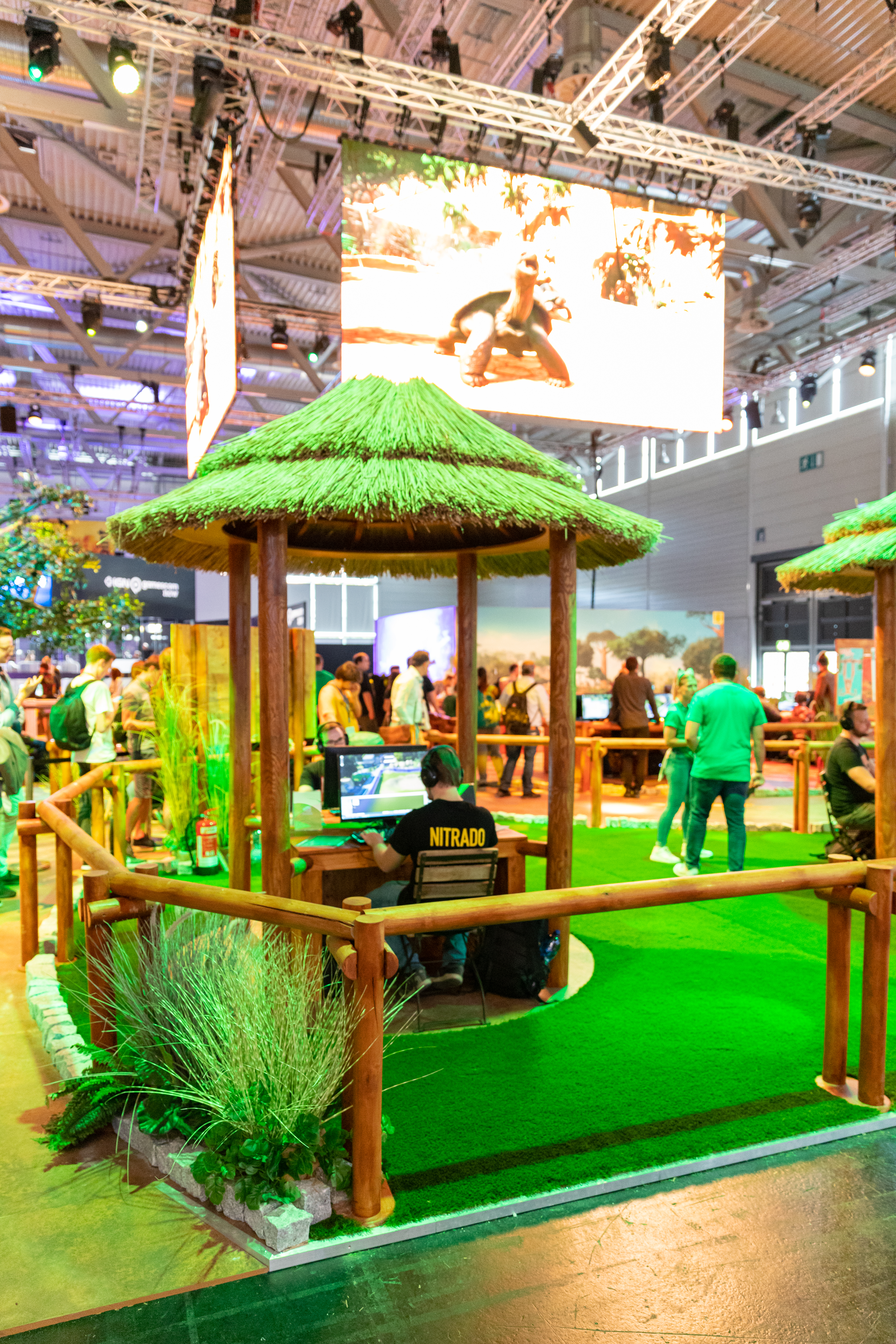
Стенд с демонстрацией игры на выставке Gamescom

Разработчики тщательно проработали поведение каждого вида начиная с продолжительности жизни и заканчивая предпочитаемой температурой окружающей среды. Они хотели, чтобы жители Planet Zoo чувствовались самыми настоящими животными, самыми достоверными, что прежде встречались в видеоиграх. Для придания высокой реалистичности, разработчики также проработали физику меха и реалистичное освещение. Разработчики заметили, что типичная игра — симулятора управления, это наблюдение с дальнего расстояния, с «высоты птичьего полёта», создатели желали, чтобы игрок Planet Zoo мог приблизиться к животным и познакомиться с ними лично: «Ради этого мы вложились в технологии — физику глаз, меха, проработанный искусственный интеллект, невероятно детализированные анимации, чтобы буквально оживить их [животных]».
Разработчики отметили, что каждое животное в игре наделено искусственным интеллектом — оно думает, принимает решения, основываясь на окружении, то, что они хотят есть, чем развлекаться, сколько личного пространства требуется для их комфорта, они общаются с другими с животными. Если игрок не будет удовлетворять потребности животного, его уровень благополучия будет падать и от того рейтинг зоопарка. Искусственный интеллект проработан так, что животное выглядит всегда живым и естественным, даже когда находится в состоянии покоя «они по-прежнему будут осматриваться, наблюдать за другими животными или посетителями зоопарка, принюхиваться, теребить уши, махать хвостом и зевать». Каждый вид обладает уникальным поведением в соответствии с реальными прототипами, например ухаживание среди шимпанзе или драки львят. Тем не менее некоторые аспекты жизни животных разработчики решили скрыть, например — процесс спаривания.
Игра была анонсирована 24 апреля 2019 года и выпущена 5 ноября 2019 года. Выход игры вызвал восторженную реакцию у поклонников серии Zoo Tycoon, разочарованных последней игрой серии Zoo Tycoon 2013 года выпуска. При предзаказе игры, игроки также могли приобрести ограниченное издание c бонусным контентом и тремя эксклюзивными видами (карликовый бегемот, комодский варан и газель Томсона). Также такие игроки получали доступ к бета-версии за несколько недель до выпуска.
С момента выхода игры, было выпущено шесть дополнений, добавляющих животных из Океана, Арктики, Южной Америки, Австралии, Юго-Восточной Азии и Африки, а также тематические декорации. Помимо платных дополнений, разработчики выпускали бесплатные обновления, добавляющие новые декорации, улучшающие меню управления, а также новые механики, включая доработанную генетику, подводное плавание, гидов и прочее.

## Критика
| Сводный рейтинг    | Сводный рейтинг |
| Агрегатор          | Оценка          |
| ------------------ | --------------- |
| GameRankings       | 80,73 %         |
| Metacritic         | 81/100          |
| Иноязычные издания |                 |
| Издание            | Оценка          |
| Destructoid        | 8,5/10          |
| Game Informer      | 7/10            |
| GameSpot           | 7/10            |
| IGN                | 8,5/10          |
| PC Gamer (US)      | 75/100          |

Planet Zoo получила в основном положительные отзывы со стороны игровых критиков. Средняя оценка по версии агрегатора Metacritic составила 81 балл из 100 возможных. Игру хвалили за её проработанную и детализированную графику, а также крайне достоверное поведение животных, продвинутые инструменты строительства, продуманную систему управления и экономики, а также образовательную ценность, касающуюся сохранения дикой природы. Игра, являющаяся технически сиквелом Planet Coaster, предлагала игрокам беспрецедентную гибкость в создании парка развлечений и отныне зоопарка. Раннее выпущенные игры — симуляторы зоопарка не предлагали такую творческую свободу. Редакция IGN заметил, что Planet Zoo способна полностью удовлетворить воображение игрока и поражает «своим огромным количеством настроек». Редактор сайта Destructoid утверждал, что Planet Zoo удалось в полной мере передать дух Zoo Tycoon. Ряд обозревателей назвали игру лучшим симулятором зоопарка из всех раннее выпущенных, представитель Kotaku назвал Planet Zoo «одной из величайших игровых песочниц».
Тем не менее игра была раскритикована за свою сложность, слишком быстро возрастающую кривую обучения и скрупулёзные требования к грамотному менеджменту. Многие обозреватели заметили, что это в итоге оттолкнёт многих игроков, заинтересованных прежде всего в создании зоопарка и наблюдении за животными, а не стратегией управления зоопарком. Несмотря на продвинутость редактора строительства, рецензенты также отметили, что он получился слишком сложным. И его вряд ли усвоят игроки-новички без должного опыта, но те, кто раннее играл в Planet Coaster не столкнуться с подобными проблемами. Рецензенты также называли слишком сложными механики работы персонала, посещения гостей и защиты животных, также требующих продвинутые навыки микроменджмента. Редактор GameSpot описал игру, как «цифровое сафари, но порой спотыкающейся под тяжестью собственных механик», а критик Game Informer комментировал, что «необоснованное требования терпеть […] выступает главным препятствием для выявления лучших качеств [игры]».
Поддержка игры обновлениями вызывала положительную реакцию у критиков и игроков. Обновления в основном касались исправления недостатков управления и редактора строительства. Добавление новых видов животных и элементов строительства встретило положительную реакцию, хотя некоторые игроки выступали за предоставление большего количества новых животных видов в DLC. Разработчики склонны выпускать частые, но малосодержательные DLC в отличие от дополнений к играм серии Zoo Tycoon . Это в свою очередь становилось причиной отрицательной критики. Разработчики также переработали бинтуронгов после массовой жалобы игроков из-за их нереалистичной внешности.
Игру ждал коммерческий успех, по состоянию на май 2020 года было продано более миллиона копий. Согласно данным цифровой торговой площадки Kinguin, Planet Zoo вошла в десятку самых популярных компьютерных игр у женщин в 2020 году. Planet Zoo получила награду в категории «Лучший Симулятор» на вручении Gamescom 2019 и в категории «Лучшая стратегия/симуляция» на вручении Webby Awards. Помимо прочего, игра была номинирована как лучшая «Британская игра» на 16-м вручении BAFTA.